# メギ科
メギ科（メギか、Berberidaceae）は双子葉植物に属する科で、多年草と低木を含み、主に北半球に分布する約15属570種（大部分がメギ属）からなる。花は両性花で、がく片、花弁と雄蕊は多くは3、4または6個（花弁を欠くものもある）、雌蕊1本（心皮1個）からなり、子房上位。アルカロイドを含むものが多く、メギ（ベルベリンを含む）、イカリソウ（漢方薬）、ナンテンなど薬用になるものや、有毒なものもある。園芸用に広く栽培されるナンテンやヒイラギナンテンのほか、イカリソウなどのように花が美しいので山草として栽培されるものがある。維管束が分散するものもあるため、単子葉植物との類縁が考えられたこともある（現在は特に近縁ではないと考えられている）。
牧野 (1940) ではヘビノボラズ（Berberis sieboldii Miq.）から取られてヘビノボラズ科と和訳されていた。

## 属

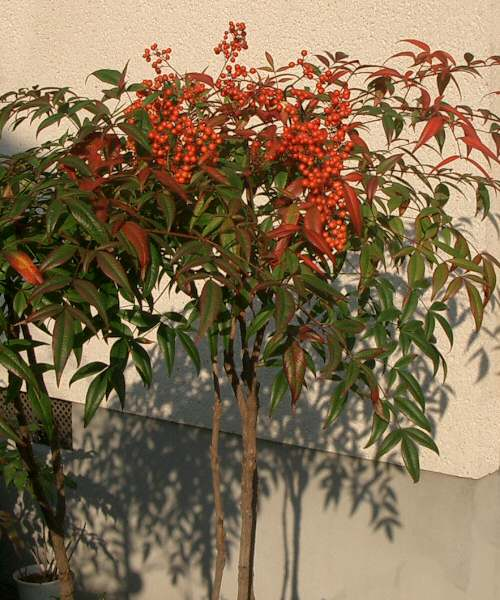
ナンテンの実

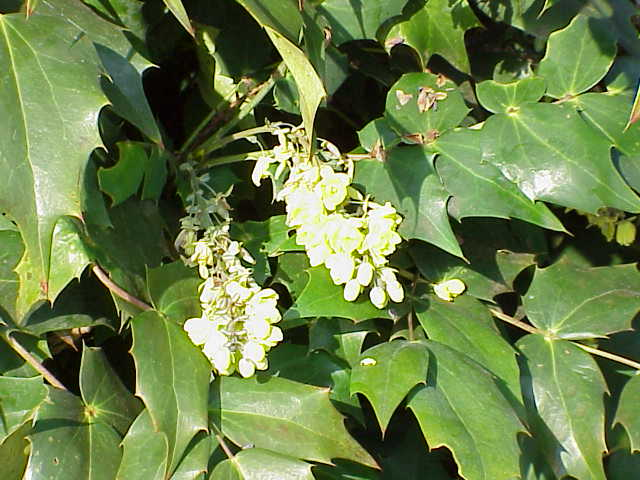
ヒイラギナンテン

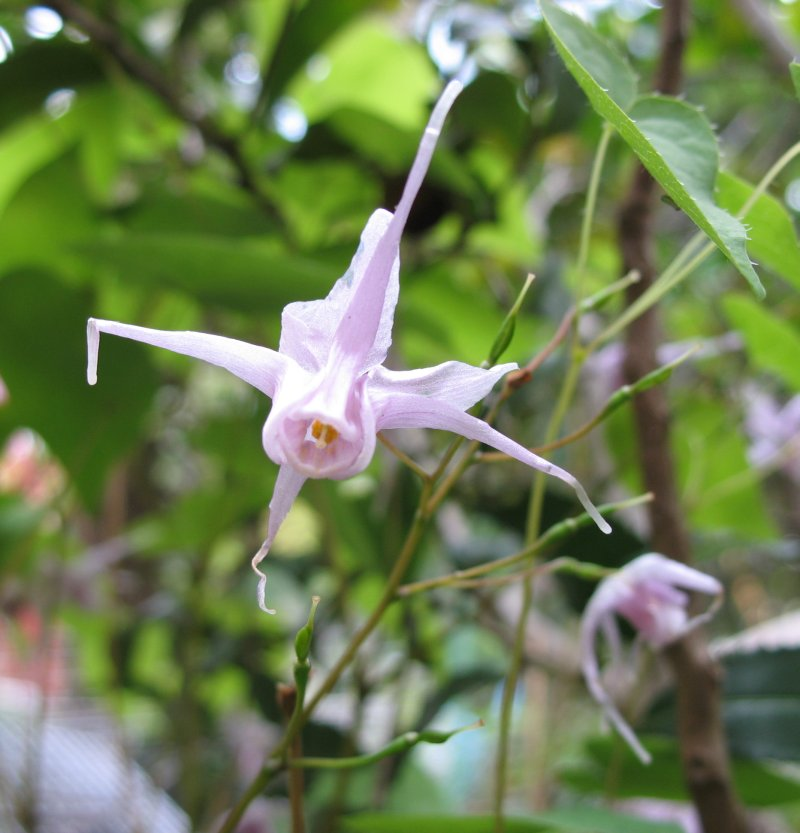
イカリソウ

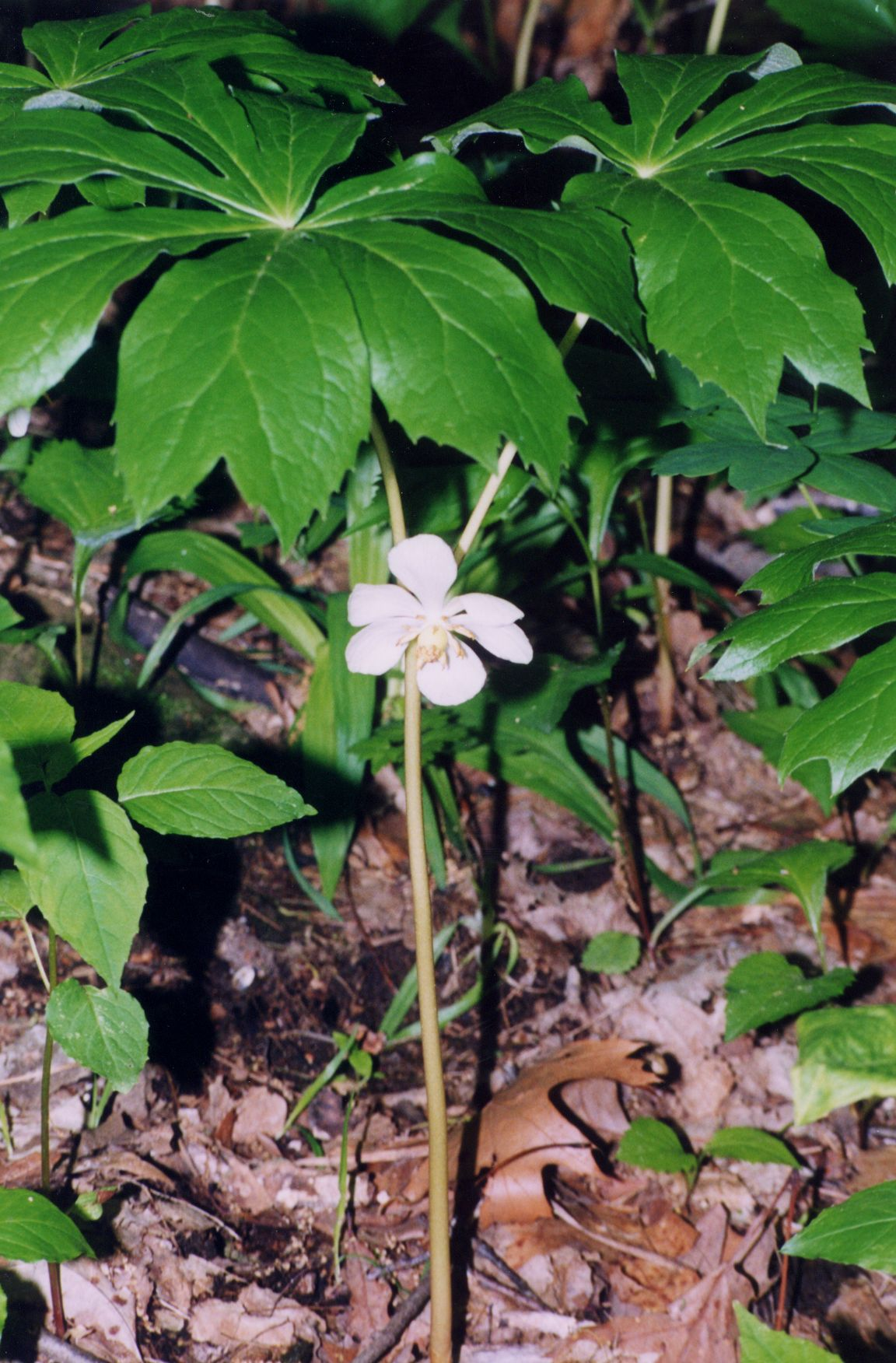
ポドフィルム

- ナンブソウ属 Achlys - ナンブソウ
- メギ属 Berberis - メギ
- Bongardia
- ルイヨウボタン属 Caulophyllum - ルイヨウボタン
- サンカヨウ属 Diphylleia - サンカヨウ
- Dysosma
- イカリソウ属 Epimedium - イカリソウ、キバナイカリソウ
- Gymnospermium
- Jeffersonia
- Leontice
- ヒイラギナンテン属 Mahonia - ヒイラギナンテン
- ナンテン属 Nandina - ナンテン
- ミヤオソウ属 Podophyllum - ポドフィルム
- トガクシソウ属 Ranzania
- Vancouveria

ヒイラギナンテン属はメギ属に近い（属間雑種もできる）のでこれに含める考え、またミヤオソウ属の一部をSinopodophyllum として分ける考えもある。
さらに一部を別科（Bongardia、ルイヨウボタン属、Gymnospermium、Leontice をLeonticaceaeに、ナンテン属をナンテン科に、ナンブソウ属、サンカヨウ属、Dysosma、Jeffersonia、ミヤオソウ属、トガクシソウ属をミヤオソウ科 Podophyllaceae に）とすることもある。